# ولادیمیر میشکین
ولادیمیر میشکین (روسی: Владимир Семенович Мышкин؛ زادهٔ ۱۹ ژوئن ۱۹۵۵) بازیکن هاکی روی یخ اهل اتحاد جماهیر شوروی سوسیالیستی بود.
وی همچنین برندهٔ جوایزی همچون نشان دوستی شده‌است.